# Наджи Тъназ
Наджи Тъназ (на турски: Naci Tınaz) е офицер от османската и турската армия, генерал.

## Биография
Наджи Тъназ е роден през 1882 година в македонския град Серфидже, Османска империя, днес Сервия, Гърция. Постъпва на служба в армията през 1899 година. Участва в Итало-турската война (1911), Балканските войни (1912 - 1913), Първата световна война (1914 - 1918) и Турската война за независимост (1919 – 1923). След това е на два пъти депутат в турския парламент и министър на отбраната.